# Naïka
Naïka de son vrai nom Victoria Naicka Richard, est une chanteuse franco-haïtienne née le 3 mars 1998 à Miami en Floride.

## Biographie

### Jeunesse
Naïka nait à Miami en mars 1998, d'une mère haïtienne et d'un père malgache.
Elle a passé son enfance à vivre dans différents pays et régions, notamment à Paris, en Guadeloupe, au Kenya, en Afrique du Sud et au Vanuatu, avant de revenir à Miami à l'âge de 16 ans. Elle développe un intérêt musical dès son plus jeune âge,,.
En 2015, Naïka a obtenu la deuxième place au concours de bourses de la Fondation John Lennon de la BMI. Elle a étudié l'interprétation au Berklee College of Music de Boston, et a été sélectionnée dès sa première année pour une tournée avec Michael Bolton. Elle a participé au casting de l'émission The Voice sur NBC. Au cours de son 7e semestre, elle a été sélectionnée pour participer à un stage intensif dispensé par l'autrice-compositrice, Kara DioGuardi, qui a donné naissance à son premier single « Ride ». Après avoir obtenu son diplôme, elle a déménagé à Los Angeles pour poursuivre une carrière musicale.

### Carriere
Son interprétation de la chanson traditionnelle haïtienne "Papa Gèdè" de Bel Gasone en 2016 a été visionnée 200 000 fois en deux jours et a été vue plus d'un million de fois. Après le succès de son premier single "Ride" en 2017, qui a cumulé 5 millions d'écoutes sur Spotify – lui conférant la deuxième place du classement viral mondial de la plateforme – et a été classé dans douze pays, elle a signé un contrat de deux ans avec Capitol Records (une division de Universal Music Group).
Après avoir sorti plusieurs singles entre 2017 et 2019, elle s'est fait connaître début 2020, lorsqu'une vidéo TikTok de sa version de Don't Rush a cumulé plus de 20 millions de vues en trois mois, attirant l'attention des artistes originaux Young T et Bugsey. En 2020 et 2021, respectivement, elle a sorti les EP Lost in Paradïse, Pt. 1 et Lost in Paradïse, Pt. 2, sous le label AWAL. En avril 2024, Naïka a fait une apparition lors de la performance de Saint Levant à Coachella Festival, en duo sur une chanson inédite. Son premier album est prévu pour 2025,.

### Genre musical
Naïka est une artiste multilingue, chantant en français, en Créole haïtien et en anglais. Son style musical, qu'elle définit comme World Pop, est basé sur un mélange de musique du monde – mélangeant des musiques européennes(notamment françaises), africaines, caraïbéennes et afro-caribéenes – avec de la Pop, de la Soul et du R&B. Elle cite des influences de Britney Spears, Destiny's Child, Usher, les Black Eyed Peas, ainsi que des compositeurs classiques comme Wolfgang Amadeus Mozart.

### Vie privée
Elle est en couple avec le chanteur palestinien Saint Levant.

## Discographie

### EP's
- 2020 : Lost in Paradïse, Pt. 1
- 2021 : Lost in Paradïse, Pt. 2
- 2022 : TRANSITIONS

### Singles
- 2017 : Ride
- 2018 : Blame
- 2018 : Oh Mama
- 2020 : African Sun
- 2021 : Sauce
- 2021 : Belle! Belle!
- 2021 : Ma chérie
- 2021 : For Gérard
- 2023 : Guava
- 2023 : Milkman
- 2024 : 6:45
- 2024 : 6:45 (acoustique)
- 2024 : 1+1
- 2024 : 1+1 (acoustique)
- 2025 : Layers (acoustique)
- 2025 : BLOOM

Collaborations
- 2018 : Blame de Party Favor
- 2020 : Don't Rush de Young T et Bugsey
- 2022 : Vinyl de Joss Austin feat Nessly
- 2024 : Agua de Michaël Brun